# العلاقات الكندية الكونغوية
العلاقات الكونغولية الكندية هي العلاقات الثنائية التي تجمع بين جمهورية الكونغو وكندا.

## مقارنة بين البلدين
هذه مقارنة عامة ومرجعية للدولتين:
| وجه المقارنة                                              | [[تصنيف:صفحات تستخدم رمز علم غير موجود\|]] جمهورية الكونغو | كندا                     |
| --------------------------------------------------------- | ---------------------------------------------------------- | ------------------------ |
| المساحة (كم2)                                             | 342.00 ألف                                                 | 9.98 مليون               |
| عدد السكان (نسمة)                                         | 5.26 مليون                                                 | 35.70 مليون              |
| الكثافة السكانية (ن./كم²)                                 | 15.38                                                      | 3.58                     |
| العاصمة                                                   | برازافيل                                                   | أوتاوا                   |
| اللغة الرسمية                                             | لغة فرنسية                                                 | لغة إنجليزية، لغة فرنسية |
| العملة                                                    | فرنك وسط أفريقي                                            | دولار كندي               |
| الناتج المحلي الإجمالي (بليون دولار)                      | 8.72 مليار                                                 | 1.65 تريليون             |
| الناتج المحلي الإجمالي (تعادل القوة الشرائية) بليون دولار | 29.48 مليار                                                | 1.59 تريليون             |
| الناتج المحلي الإجمالي الاسمي للفرد دولار أمريكي          | 1.85 ألف                                                   | 43.25 ألف                |
| الناتج المحلي الإجمالي للفرد دولار أمريكي                 |                                                            | 45.07 ألف                |
| مؤشر التنمية البشرية                                      | 0.591                                                      | 0.913                    |
| رمز المكالمات الدولي                                      | +242                                                       | +1                       |
| رمز الإنترنت                                              | .cg                                                        | .ca                      |
| المنطقة الزمنية                                           | ت ع م+01:00                                                |                          |

## منظمات دولية مشتركة
يشترك البلدان في عضوية مجموعة من المنظمات الدولية، منها:
| علم المنظمة | اسم المنظمة                               | تاريخ انضمام جمهورية الكونغو | تاريخ انضمام كندا |
| ----------- | ----------------------------------------- | ---------------------------- | ----------------- |
|             | مؤسسة التنمية الدولية                     | 8 نوفمبر 1963                | 24 سبتمبر 1960    |
|             | البنك الإفريقي للتنمية                    | ?                            | ?                 |
|             | يونسكو                                    | 24 أكتوبر 1960               | 4 نوفمبر 1946     |
|             | مؤسسة التمويل الدولية                     | 1 أكتوبر 1980                | 20 يوليو 1956     |
|             | منظمة حظر الأسلحة الكيميائية              | ?                            | ?                 |
|             | الأمم المتحدة                             | 20 سبتمبر 1960               | 9 نوفمبر 1945     |
|             | منظمة الشرطة الجنائية الدولية             | ?                            | ?                 |
|             | البنك الدولي للإنشاء والتعمير             | 10 يوليو 1963                | 27 ديسمبر 1945    |
|             | المركز الدولي لتسوية المنازعات الاستشارية | 14 أكتوبر 1966               | 1 ديسمبر 2013     |
|             | وكالة ضمان الاستثمار متعدد الأطراف        | 16 أكتوبر 1991               | 12 أبريل 1988     |
|             | منظمة التجارة العالمية                    | ?                            | ?                 |
|             | الفريق المعني برصد الأرض                  | ?                            | ?                 |

## وصلات خارجية
- موقع وزارة الخارجية الكندية